# Тасарик (Урджарський район)
Тасари́к (каз. Тасарық) — село у складі Урджарського району Абайської області Казахстану. Входить до складу Жана-Тілецького сільського округу.
Населення — 316 осіб (2021; 470 у 2009, 523 у 1999, 570 у 1989).
Національний склад станом на 1989 рік:
- казахи — 72 %